# Пиперево
Вижте пояснителната страница за други значения на Пиперево.
Пиперèво е село в Западна България, част от община Дупница в област Кюстендил. Населението му е около 160 души (15 март 2024).

## География
Село Пиперево се намира на около 3 km северно от центъра на град Дупница. Разположено е в североизточната част на Дупнишката котловина, в северните подножия на Джинджийския рид (754,5 m надморска височина) на Конявска планина, по десния (западния) долинен склон на река Тополница, десен приток на река Джубрена от басейна на река Струма. На около 140 m от източния край на селото минава в направление север – юг първокласният републикански път I-1 (град Видин – граничен пункт ГКПП Кулата - Промахон) – част от Европейски път Е79. Надморската височина в селото нараства от около 558 m в източния му край до около 610 m в западния. Климатът е преходно-континентален.
Землището на село Пиперево граничи със землищата на: град Дупница на север, изток, юг и югозапад; село Блатино на северозапад.

## История
Селото е в България от 1878 г.
При преброяването на населението през 1881 г. селото е записано като Пиперово в община Дяково, околия Дупница, окръг Кюстендил с 66 жители. При преброяването през 1893 г. то е Пиперево в община Дяково, околия Дупница, окръг Кюстендил с 6 сгради и 51 жители. При преброяването през 1934 г. селото е Пиперево в община Дупница, околия Дупница, област София с 26 домакинства, 20 сгради за живеене и за живеене и други цели, както и 156 жители.
Във връзка с Народното основно училище „Кирил и Методий“ в село Яхиново има архивни данни за наличието на начално училище в село Пиперево през периода 1961 – 1973 г.

## Население
Населението на село Пиперево, наброявало 156 души при преброяването към 1934 г. и 257 към 1992 г., намалява до 153 (по служебен документ на НСИ от 2022-12-31) към 2022 г.
При преброяването на населението към 1 февруари 2011 г. от обща численост 185 лица, за 170 лица е посочена принадлежност към „българска“ етническа група, за принадлежност към „турска“ не са посочени конкретни данни и за 15 лица е посочено „не отговорили“.

## Управление
От 2015 година Пиперево е самостоятелно кметство. През следващите години негов кмет е избираната като кандидат на партията ГЕРБ Утеха Маноилова.